# リードプラス
リードプラス株式会社は、電話と連動した独自広告ソリューション(特許：5336079号,発明：2008515105号)と広告の効果測定ソリューションを軸に、中小企業向けにコンサルティングサービスを展開している会社。

## 概要
SNS関連の広告支援やGoogleマップの登録運用支援などデジタルソリューションを展開。
2018年10月1日に、ReachLocal Japan Services合同会社から新設分割により設立されたリーチローカル・ジャパン株式会社（英語表記：ReachLocal Japan Inc.）が2019年8月に社名を株式会社ローカルフォリオ（英語表記：LocalFolio Inc.）に変更。
2021年7月に旧リードプラス株式会社を合併し、同年9月に社名を変更した。

## 沿革
- 2004年
  - ReachLocal, Inc.設立[3]
- 2005年
  - 検索連動型広告ReachSearch™提供開始[4]
- 2010年
  - NASDAQ上場（証券コード：RLOC）、ReachCast提供開始
- 2011年
  - GoogleプレミアSMBパートナーに認定
- 2012年
  - ReachLocal Japan Services合同会社 営業開始、ReachSearch™・TotalTrack® 提供開始
- 2014年
  - ReachWeb提供開始
- 2017年　
  - インターネットを活用した店舗集客のための情報サイト「TENJUKU」を開設
  - ReachSocial Ads 提供開始
- 2018年10月
  - ReachLocal Japan Services合同会社から新設分割により、リーチローカル・ジャパン株式会社設立
- 2019年8月
  - 株式会社ローカルフォリオに社名を変更[5]
- 2021年7月
  - リードプラス株式会社と合併[6]
- 2021年9月
  - 社名をリードプラス株式会社へと変更[7]
- 2022年2月
  - 「2022 Google Premier Partner」に認定

## 受賞・選出歴
- AlwaysOn Global 250選出(2009年)[8]
- American Business Awards「Most Innovative Company of the Year」finalist(2009年・2010年) [9]
- ReachCast、Webプレゼンス最適化サービス Mashable Award「Best Social Media Service for Small Businesses.」選出(2010年)[10]
- Google 北米プレミアムSMBパートナーのAdWords「Best Quality Accounts」選出(2013年)[11]